# Шарль Огюстен Кулон
Ша́рль Оґю́стен Куло́н (фр. Charles-Augustin de Coulomb; 14 червня 1736 — 23 серпня 1806) — французький фізик, військовий інженер, автор відкриття основного закону електростатики — закону Кулона.

## Біографія
Шарль де Кулон народився 14 червня 1736 р. в Ангулемі, в сім'ї чиновника. Навчався в одній з найкращих шкіл для молодих людей дворянського походження «Колежі Чотирьох Націй» (Колеж Мазаріні). У лютому 1760 р. вступає до Військово-інженерної школи в Мезьєрі, одного з найкращих вищих технічних закладів XVIII ст. Закінчив школу в 1761 р. в чині лейтенанта. Потім протягом дев'яти років Кулон служив у інженерних військах на острові Мартиніка, де будував мости, дороги, укріплення. В 1772 році повертається до Франції, де й далі працює військовим інженером у Шербурі, Безансоні та інших містах. За наукову працю щодо розрахунку архітектурних конструкцій Кулон у 1774 році був обраний членом-кореспондентом Академії наук Франції. Облаштувався в Парижі, служив інтендантом вод і фонтанів. Після початку революції в 1789 р. пішов у відставку й перебрався до невеличкого містечка Блуа.
Помер 23 серпня 1806 р. в Парижі у віці 70 років.
На честь французького вченого була названа одиниця електричного заряду — кулон (Кл), введена в практику в 1881 році.
Його ім'я занесене до списку найвидатніших інженерів і науковців Франції, розміщеного на першому поверсі Ейфелевої вежі.
У 1970 р. Міжнародний астрономічний союз надав ім'я Шарля Кулона кратеру на звороті Місяця.

## Наукова діяльність

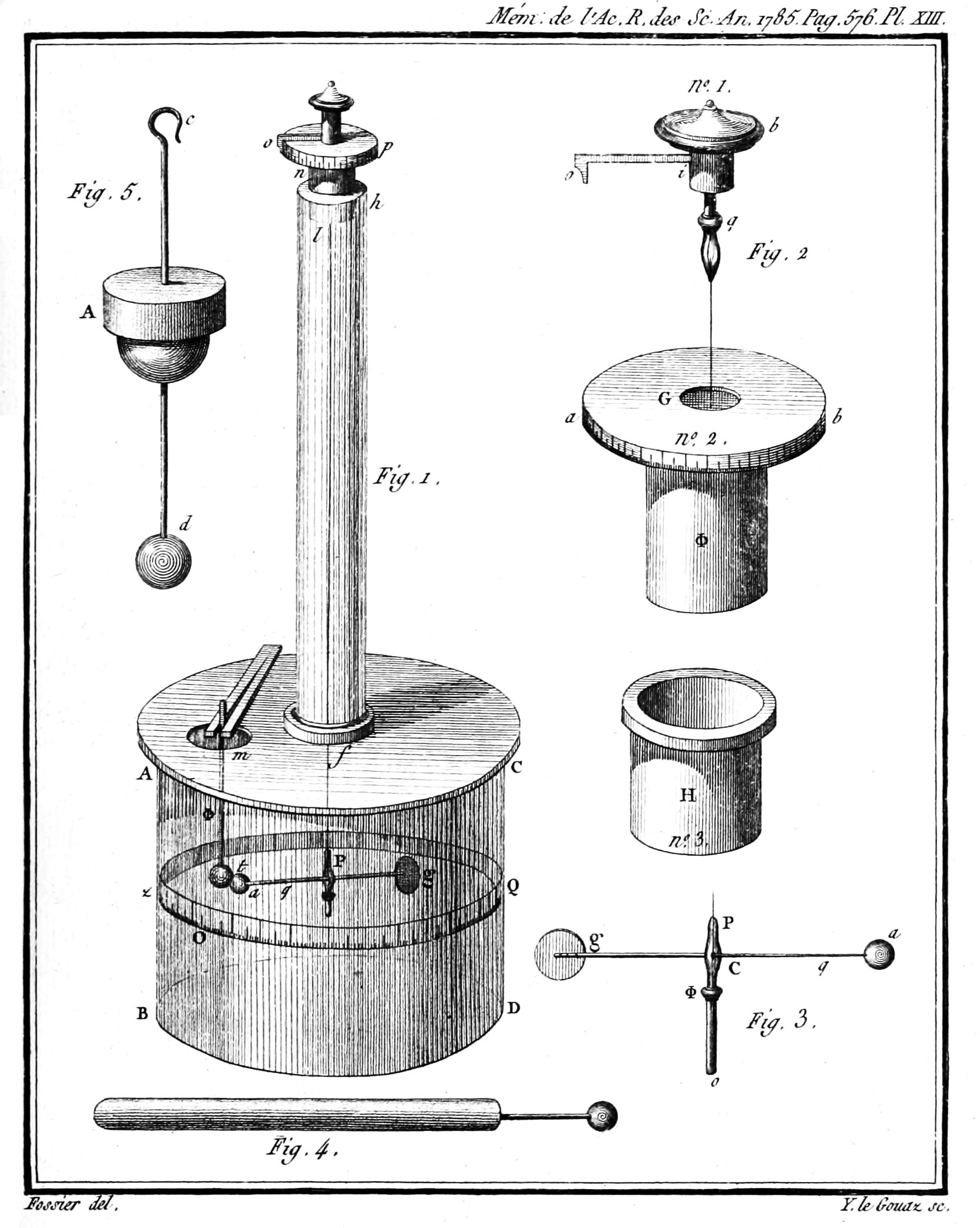
Крутильні ваги Кулона

На початку 1770-х, повернувшись з Мартиніки, Кулон активно займається науковими дослідженнями. Опублікував праці по технічній механіці (статика споруд, теорія вітряних млинів, механічні аспекти кручення волокон і т. д.). Кулон сформулював закони кручення; винайшов крутильні терези, які він сам застосував для вимірювання електричних й магнітних сил взаємодії. У 1781 він описав дослідження по тертю ковзання і кочення і сформулював закон сухого тертя. У тому ж році став членом Паризької академії наук. З 1785 по 1789 р. опублікував сім книг, у яких сформулював закон взаємодії електричних зарядів і магнітних тіл (закон Кулона), а також закономірність розподілу електричних зарядів на поверхні провідника. Ввів поняття магнітного моменту і поляризації зарядів. В 1789 році у нього вийшла праця по теорії тертя ковзання (Théorie des machines simples, en ayant égard au frottement de leurs parties et à la roideur des cordages).
Після революції Академія наук неодноразово викликала вченого до Парижа брати участь у визначенні мір і ваг (ініціатива революційного уряду). Кулон був одним з перших членів Національного інституту, який замінив академію. У 1802 році призначений інспектором громадських будівель, але здоров'я, втрачене на службі, не дало змоги вченому проявити себе на цій посаді.